# Rue des Archives
Rue des Archives je ulice v Paříži v historické čtvrti Marais. Nachází se ve 3. a 4. obvodu. Název ulice (Archivní) je odvozen od Národního archivu, jehož hlavní sídlo se zde nachází.

## Poloha
Ulice vede od křižovatky s ulicemi Rue de Rivoli, kde se sbíhá i Rue de Lobau, a končí na křižovatce ulic Rue de Bretagne a Rue Eugène-Spuller u Square du Temple. Je orientována od jihu na sever.

## Historie
Hradby Filipa II. Augusta původně rozdělovaly ulici v úrovni domu č. 54. Na konci 13. století zde vznikla brána Chaume.
Dne 23. května 1863 byl vydán dekret o zarovnání ulic Rue des Billettes, Rue de l'Homme-Armé, Rue du Chaume, Rue du Grand-Chantier, Rue des Enfants-Rouges a Rue Molay. Tím měla vzniknout jediná osa skrz čtvrť Marais.
V roce 1874 vznikla Rue des Archives sloučením těchto ulic:
- část Rue du Chaume mezi Rue Rambuteau a Rue des Haudriettes
- Rue du Grand-Chantier mezi Rue Haudriettes a Rue Pastourelle
- Rue des Enfants-Rouges mezi Rue Pastourelle a Rue Portefoin
- Rue Molay mezi Rue Portefoin a Rue Perrée.

V roce 1890 byla ulice prodloužena v úseku mezi Rue Rambuteau a Rue de Rivoli připojením ulic:
- Rue des Deux-Portes-Saint-Jean mezi Rue de Rivoli a Rue de la Verrerie
- Rue des Billettes mezi Rue de la Verrerie a Rue Sainte-Croix-de-la-Bretonnerie
- Rue de l'Homme-Armé mezi Rue Sainte-Croix-de-la-Bretonnerie a Rue des Blancs-Manteaux
- část Rue du Chaume mezi Rue des Blancs-Manteaux a Rue Rambuteau.

Do roku 1910 končila Rue des Archives na křižovatce s Rue Dupetit-Thouars. Poté byla část Rue des Archives mezi Rue de Bretagne a Rue Dupetit-Thouars přejmenována na Rue Eugène-Spuller.

## Zajímavé objekty
- domy č. 22–26: západní strana bývalého kláštera Billettes
- dům č. 45: bývalý mercedariánský klášter; na dvoře se nacházejí na zdi sluneční hodiny
- dům č. 53: za falešnou fasádou je ukryta transformátorovna společnosti EDF
- dům č. 54: na jeho místě se nacházela městská brána Chaume
- dům č. 58: hôtel de Soubise (sídlo Národního archivu) a fontána Haudriettes
- dům č. 60: hôtel de Guénégaud
- dům č. 62: hôtel de Mongelas (sídlo Musée de la chasse et de la nature)
- dům č. 68: hôtel de Refuge
- dům č. 70: hôtel Montescot
- dům č. 72: hôtel de Villeflix
- dům č. 74: hôtel de Tallemant
- dům č. 76: hôtel Le Pelletier de Souzy
- dům č. 78: hôtel de Tallard
- dům č. 80: bývalý Hospice des Enfants-Rouges, přestavěný roku 1808 na kasárna